# Claro (Ecuador)
Claro Ecuador (antes también conocida como Ecutel y EcuadorTelecom) es la representación jurídica de Claro en Ecuador.
Ha tenido una expansión desde su ingreso al país prestando servicios de: televisión digital, internet y telefonía IP.

## Historia
En 1990 se crea el Consorcio Ecuatoriano de Telecomunicaciones S.A., CONECEL, bajo la marca comercial "Porta". El Estado ecuatoriano otorgó una licencia de operación y uso de espectro  concesionado por 15 años. Esta fue la primera empresa de telefonía móvil del país, a la que se le sumó meses después la competencia Bellsouth de Otecel. El principal accionista durante la década de 1990 fue el Banco Amazonas, de Simón Parra. Años más tarde en 2005 la concesión sería renovada dentro de polémica y negociaciones en las que intervino el presidente de Ecuador.
En 1997 es adquirida por la empresa de capital mexicano América Móvil y mantuvo el nombre genérico inicial, el cual estuvo vigente hasta 2011. Dos años antes del cambio de marca, el logotipo y línea gráfica corporativa había evolucionado a tal punto de ser casi idéntico con la marca sucesora Claro, siguiendo la tendencia regional de unificación de marca con excepción de México.
En 2005 la operadora mexicana Telmex adquirió una empresa local de servicios fijos de telefonía e internet denominada EcuadorTelecom S.A. que operaba como Ecutel. Entre 2005 y 2011 la marca Telmex ofrecía además televisión pagada. En 2011 los servicios prestados por EcuadorTelecom pasaron a comercializarse bajo Claro, en conjunto con telefonía e internet móvil de Conecel.
El 16 de febrero de 2011 fue anunciado que la empresa de telefonía ecuatoriana Porta (y Telmex) a partir del segundo trimestre del año 2011 pasará a llamarse Claro. Los comerciales por radio y televisión comunicaban al finalizar, "Porta se llamará Claro". Desde el 20 de marzo de 2011, Porta se convirtió en Claro, empezando a usar el sitio web, publicidad, locuciones e imagen corporativa de Claro. Su primer eslogan fue "Más cerca, más Claro" y su tema musical es "Claro que sí" interpretado por Juan Fernando Velasco.
En cuanto a tecnología de sus redes móviles, arrancó en 1990 con la tecnología analógica AMPS lanzada comercialmente en los Estados Unidos 10 años antes. En 1993 complementaron su red con Digital AMPS, también llamada TDMA. Para mayo de 2000 lanzaron, por primera vez en el país, una red GSM (que emplea tarjetas SIM), a la que le complementarían pocos meses más tarde su portadora de datos GPRS. Dos años más tarde la tecnología 2.5G EDGE se introdujo como una mejora a la red de datos GPRS. En 2004 dieron de baja y retiraron celdas que ofrecían servicios analógicos y TDMA con el fin de liberar espectro y por obsolescencia. En 2005 implementan UMTS/W-CDMA, la primera red 3G, a la que le siguió la mejora técnica HSPA+ en 2009. Finalmente, desplegó LTE en junio de 2015 mejorándola hacia LTE Advanced en fines de 2017.
En su infraestructura fija, cuentan con una importante red urbana de HFC y fibra óptica GPON mediante las cuales ofrecen servicios empaquetados: teléfono, internet y televisión, a segmentos residenciales y pymes. El servicio corporativo está basada en la red backbone de su infraestructura móvil y ofrece servicios de transmisión de datos, internet dedicado e incluso carrier internacional para ISP pequeños. Cuenta con red propia de fibra óptica con anillos redundantes interurbanos para interconexión de sus radiobases, así como enlaces microonda para localidades remotas rurales. En poblados remotos de Galápagos o provincias amazónicas cuenta con enlaces satelitales de terceros.
Dentro de sus servicios complementarios al de telefonía móvil personal, están la provisión de soluciones de automatización para máquinas M2M: localizadores de automóviles, terminales transaccionales inalámbricos para tarjetas de crédito, alarmas, dispositivos telemétricos, videovigilancia, telefonía pública, módem-router portátil, virtual PBX, televisión satelital, conexión para cajeros automáticos, entre otros. Entre sus productos complementarios de servicios fijos, están los Claro Cloud (hosting y máquinas virtuales), troncales SIP, Hotspot, enlaces de datos MPLS, entre otros.
A través de su red, el 96% del territorio ecuatoriano poblado tiene acceso al servicio móvil. Claro mantiene alrededor de 2.600 empleos directos y 350.000 indirectos; además cuenta con más de 5500 puntos de venta, más de 80 Centros de Atención a Clientes y canales de atención 24/7.
A 2018 es y ha sido la operadora con mayor participación en el mercado. Desde 2016 ofrece en sus tarifas móviles comerciales planes con llamadas y SMS ilimitados a cualquier destino nacional, cierta cantidad de minutos internacionales, acceso a internet con limitación de 3 GB, y WhatsApp gratis por $25,00 USD más 12% de IVA bajo esquema pospago mensual.

## Infraestructura
Como antes se mencionaba, Ecutel era una empresa dedicada a ofrecer sus servicios de forma inalámbrica, lo cual además de exceder costos, no era una alternativa para prestar sus nuevos servicios a todo el país por lo cual se instaló nueva infraestructura.

## Servicios

### Claro Internet
Aunque en otros países se lo conoce como Infinitum, en Ecuador se lo conoce simplemente como Claro Internet.
Actualmente, Claro ofrece el servicio de internet de banda ancha con velocidades de 10, 20 y 50 mbps para las ciudades principales que poseen cobertura.

### Claro Voz
Inicialmente se presentó con un paquete en el cual por el pago de la tarifa básica se podía adquirir totalmente gratis 200 minutos a cualquier operadora local, pero luego este paquete fue eliminado ya que Telmex afirmaba que tenía perdidas económicas al prestar el servicio ya que su instalación era gratuita.
Actualmente, ofrece servicio de telefonía ilimitada para el hogar.
En la actualidad Claro ha reflejado un alto crecimiento en el área de la telefonía fija posicionando a la empresa con un 21.76% en el mercado a nivel nacional, dicha cifra ha sido expuesta por la Superintendencia de Telecomunicaciones del Ecuador a septiembre de 2010.

### Claro TV
Claro TV es el servicio de televisión por suscripción que compite frente a los ya establecidos: DirecTV, Xtrim , y CNT con nuevos paquetes que son:  Plan Extra , Plan Súper y Plan Máximo con la mayor cantidad de canales en HD del mercado, un total de 76 hasta la fecha. Este servicio está disponible en Guayaquil, La Puntilla (Samborondón) y Aurora (Daule). En Quito dejó de prestarse el servicio por conflictos legales con la Superintendencia de Telecomunicaciones del Ecuador, pero en el 2014, luego de superar el problema con la SUPERTEL, el servicio de TV por cable vuelve a operar en la ciudad de Quito, momentáneamente en la zona norte.

## Su expansión de dominio en otros lugares
Actualmente Claro TV, Internet, telefonía fija tiene cobertura dentro de las ciudades de Guayaquil y Quito y los cantones de Daule y Samborondón, Samborondon solamente telefonía e internet ya que aún no se tiene permisos para brindar TV. Recientemente se expandió a Machala, Manta e Ibarra y próximamente en Ambato, Tulcán, Loja, Riobamba, Portoviejo, Cuenca, Santo Domingo, Salinas, La Libertad, Santa Elena y Esmeraldas.

## Fusión con CONECEL S.A.
EcuadorTelecom S.A. envió un comunicado a sus abonados que a partir del 1 de diciembre de 2016, los servicios fijos serán prestados y facturados por CONECEL S.A con el propósito de unificar todos los servicios de la red Claro dentro del Ecuador y brindar nuevos servicios y promociones.

## Problemas legales
Telmex en Ecuador actualmente se encuentra en una situación legal muy comprometedora ya que, cuando Ecutel fue adquirida por dicha compañía, esta contaba con la concesión de brindar solamente los servicios de Internet y Telefonía por un lapso de 16 años, comenzando en 2002. A pesar de esta situación, la operadora empezó a ofrecer el servicio de televisión por suscripción. Sin embargo, la Superintendencia de Telecomunicaciones del Ecuador exigió a Telmex que suspenda la distribución de televisión paga, quedando así afectados en su totalidad todos los clientes únicamente de la ciudad de Quito y los cantones de Daule y Samborondón.
De esta manera, se informó a los clientes que la razón del proceso de retiro de los equipos de televisión por suscripción era por un problema técnico.
Actualmente por dicha infracción, Telmex posee una deuda con el Estado ecuatoriano, y hasta ahora no se han pronunciado los representantes de la compañía para llegar a un acuerdo.